# Ecumenicus
Ecumenicus är ett släkte av rundmaskar. Ecumenicus ingår i familjen Qudsianematidae.